# Mitsubishi G3M
Mitsubishi G3M ВМС Императорской Японии  (яп.  Кайгун кю-року-сики рикудзё когэкики/Мицубиси дзи-сан-эму) — цельнометаллический торпедоносец берегового базирования ВМС Императорской Японии Второй мировой войны. Разработан в авиационном КБ завода Мицубиси под руководством Киро Хондзё. Условное обозначение ВВС союзников — Нел (Nell), условное обозначение ВВС РККА — СБ-96. Принят на вооружение ВМС Императорской Японии летом 1936 г. Строился малой серией в 1936-1943 гг.

## История создания
С начала 1930-х гг. авиация ВМС Императорской Японии начала наращивать свой ударный, прежде всего, торпедоносный потенциал. Тяжёлые береговые торпедоносцы рассматривались как средство расширения океанского радиуса авиации ВМС и компенсации неблагоприятного положения, сложившегося в связи с ограничениями Вашингтонского договора 1922 г. В 1932 году ГУ авиации ВМС (капитан 1-го ранга И.Ямамото) разработало трёхлетний план развития авиации для ликвидации разрыва в силах с ВМС сильнейших держав. По сложившейся традиции ВМС Императорской Японии предпочитали иметь на вооружении типы техники, отвечавшие нуждам ВМС. В авиации ВМС торпедоносцы обозначались термином ударный ЛА  (яп.  когэкики), что в авиации Сухопутных войск обозначало штурмовик. Термин бомбардировщик  (яп.  бакугэкики) в ВМС служил для обозначения пикировщиков..
Прототипом дальнего торпедоносца стал разработанный КБ Мицубиси в 1934 г. опытный Ka-15. Образец представлял среднеплан с убираемым шасси и силовой установкой Д-91 (трёхрядный жидкостного охлаждения, 12-цил./27 л, 500 л. с.) двигателестроительного КБ № 11 ВМС (в/ч Хиро). С лета 1935 г. по лето 1936 г. были построены 20 опытных машин с различными винтомоторными группами. В свете бурного развития авиации 1930-х гг. новые машины начинали устаревать ко времени поступления в строй. по результатам боевых действий в Китае ГлШ ВМС не удовлетворяли малая дальность и скорость и слабое вооружение машины. Вскоре после принятия ДБ-96 было принято решение о начале работ по ДБ-1 следующего поколения. Решение о серийном производстве принято летом 1936 г. На первых 34 серийных ДБ-96 устанавливались двигатели Венера-3  (яп.  Кинсэй) КБ Мицубиси (радиальный двухрядный воздушного охлаждения, 14-цил./36 л, 910 л. с.). Вторая модификация получила Венера-4 (1,1 тыс. л. с.) и баки большего объёма, на третьей усилено бортовое вооружение. Всего построено 1048 ед. ДБ-96 всех модификаций, часть которых переоборудована в ВТС и гражданские самолёты..

## Модификации

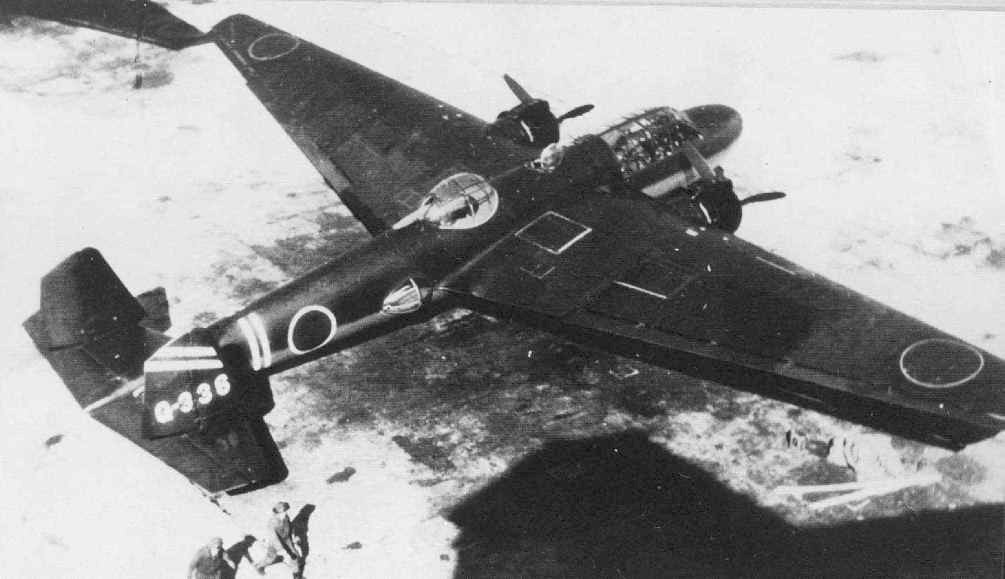
Вторая модификация МТАП Гэндзан[англ.] на полевом аэродроме
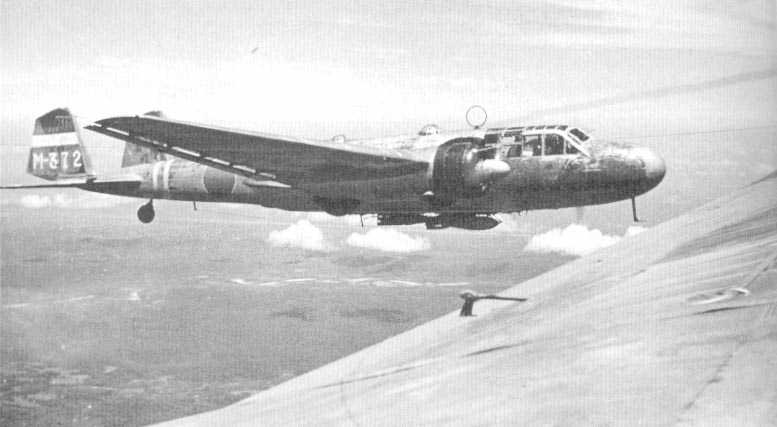
Первая модификация МТАП  Михоро[англ.] в воздухе
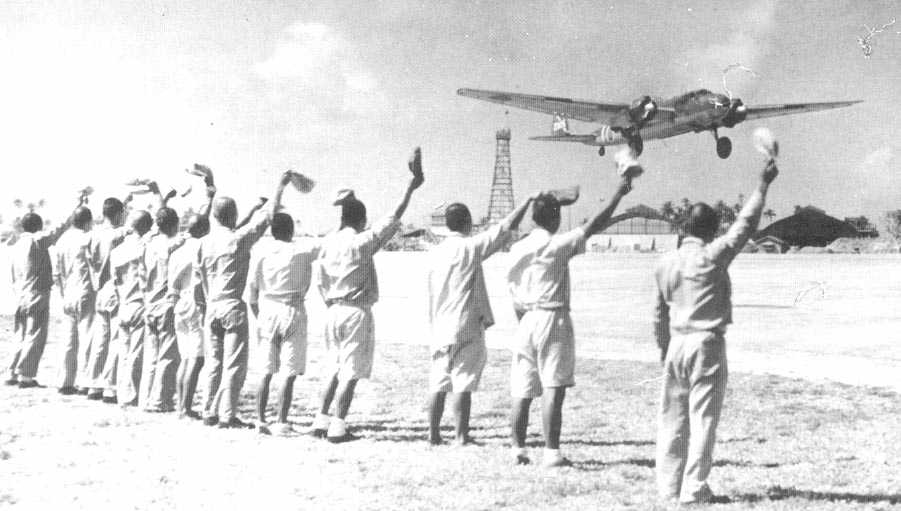
Техсостав МТАП Михоро[англ.] приветствует взлетающие машины
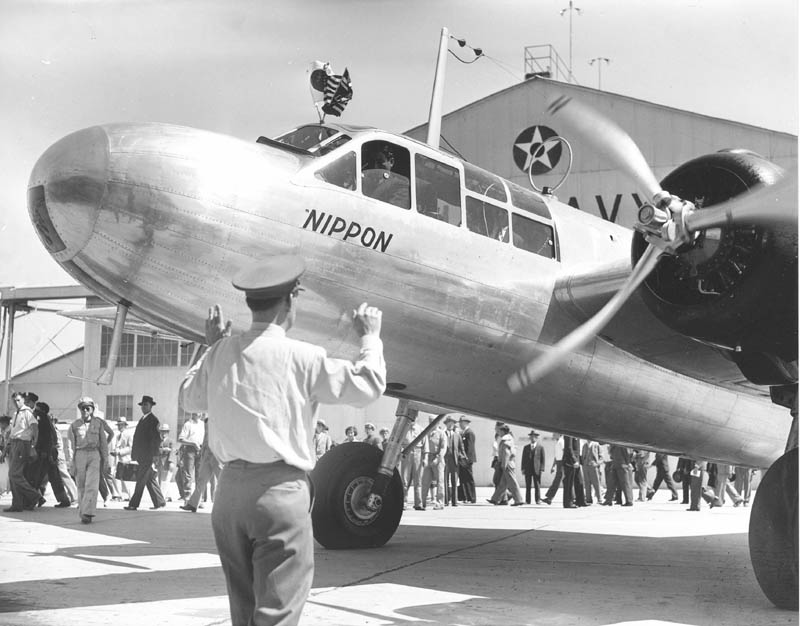
Гражданский рейс Япония в аэропорту Окленда
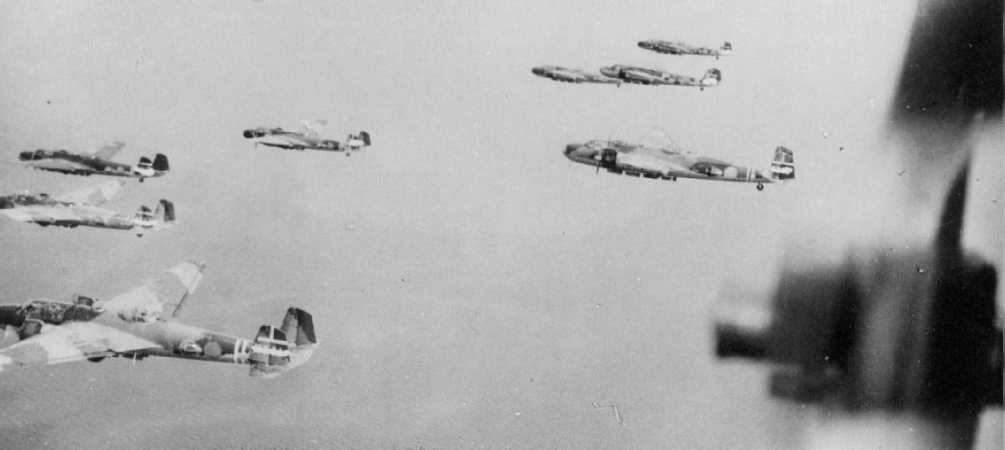
Групповой вылет ДБ-96 в Китае

## Серийные

### Первая
- 34 ед. с Венерой-3, регулируемой юбкой капота и трёхлопастным винтом изменяемого шага

### Вторая
- Ранняя с Венерой-4 и винтом увеличенного диаметра
- Средняя без нижней турели, с экипажем 7 чел., верхней короткоствольной АП-99 и парой АП-97[англ.] в блистерах.
- Поздняя с Венерой-5 и 5,2 т топлива. Частично по лицензии на авиазаводе Накадзима.

### Опытные
- ТТЗ № 8 (Ка. 9) с Д-91[яп.], автопилотом, убирающимся шасси и хвостовыми АП-97[англ.]

### ТТЗ № 9 (Ка. 15)
- Ранний (4 ед.) с Д-91[яп.], широкой кабиной и оборудованием торпедного сброса и двойным килем. Пара машин Венерой и четырёхлопастными винтами установленного шага.
- Поздний (14 ед.) с Венерой-2, увеличенным остеклением и укороченной хвостовой частью. Одна машина с четырёхлопастными винтами.

### Машины ВТА
В 1939 г. ВМС, испытывавшие недостаток в штабных ЛА управления, приняли решение о переоборудовании части ДБ-96 в ВТС- 96. На штабных машинах было демонтировано вооружение, установлены фюзеляжные баки и пассажирская кабина на 10 мест. Во время войны часть ВТС- 96 использовалась для десантирования. Транспортные самолёты выпускались компанией Yokosuka под маркой L3Y.

### Самолёты ГА
Для престижа гражданской авиации в 1939 г. Японские авиалинии приняли решение совершить несколько кругосветных перелётов. Японские авиалинии не имели гражданских ЛА необходимой дальности, что привело к предложению лизинга ДБ-96, обладавших наибольшей дальностью в японской авиации. Гражданский вариант получил наименование Мицубиси-грузопассажирский  (яп.  Мицубиси сохацу юсоки).
В распоряжении Японских авиалиний с 1939 г. находилось 5 ед. дальних грузопассажирских самолётов Мицубиси со следующими обозначениями:
- Япония  (яп.  Ниппон) (J-BACI) — переоборудованная машина 96-2-1. В 1939 г. в качестве рекламной акции газеты Майнити совершила восьмисуточный кругосветный перелёт.
- Ветерок  (яп.  Соёкадзэ) (J-BEOA). Также Насим (Ветерок, фарси) Весной 1939 г. по маршруту Токио→Тайбэй→Гуаньчжоу→Бангкок→Калькутта→Карачи→Басра→Тегеран доставил в Иран придворную миссию на свадьбу принца М. Пехлеви. Месяц спустя принимал участие в параде ВВС Ирана.
- Страна Ямато  (яп.  Ямато) (J-BEOC) — в 1940 г. беспосадочный перелёт в Таиланд. В том же году перевозил в Италию депутата Рёити Сасакаву[англ.] для личной аудиенции у Б. Муссолини.
- Ветер дракона  (яп.  Рюфу) (J-BEOE) — в 1940 г. беспосадочный перелёт в Таиланд.
- Ветер в соснах  (яп.  Мацукадзэ) (J-BEOG) — с лета 1941 г. регулярные рейсы в Таиланд.

## Характеристики
| ДБ-96 ВМС Императорской Японии    |                           |                                         |                                         |                                         |
| Характеристики                    | ТТЗ № 8                   | Первая модификация                      | Ранняя вторая                           | Поздняя вторая                          |
| Технические                       |                           |                                         |                                         |                                         |
| Экипаж                            | 5 чел.                    | 5 чел.                                  | 7 чел.                                  | 7 чел.                                  |
| Ширина                            | 25 м                      | 25 м                                    | 25 м                                    | 25 м                                    |
| Длина                             | 15,9 м                    | 16,5 м                                  | 16,5 м                                  | 16,5 м                                  |
| Высота                            | 4,6 м                     | 3,7 м                                   | 3,7 м                                   | 3,7 м                                   |
| Масса пустого (снаряженная)       | 4,8 т (7 т)               | 4,8 т (7,7 т)                           | 5 т (7,8 т)                             | 5,3 т (8 т)                             |
| Силовая установка                 |                           |                                         |                                         |                                         |
| Двигатель                         | Д-91                      | Венера-3                                | Венера-4                                | Венера-5                                |
| Мощность (рабочий объём)          | 650 л. с. (27 л)          | 910 л. с. (32 л ）                      | 1,1 тыс. л. с. (32 л )                  | 1,3 тыс. л. с. (32 л )                  |
| Лётные                            |                           |                                         |                                         |                                         |
| Максимальная скорость (на высоте) | 270 км/ч                  | 350 км/ч (2 км)                         | 370 км/ч (4,2 км)                       | 410 км/ч (6 км)                         |
| Потолок                           | 4,5 км                    | 7,5 км                                  | 9 км                                    | 10 км                                   |
| Дальность (перегоночная)          | 2,3 тыс. км (4,4 тыс. км) | 2,800 тыс. км (4,5 тыс. км)             | 4,4 тыс. км                             | 6,2 тыс. км                             |
| Вооружение                        |                           |                                         |                                         |                                         |
| Стрелковое                        | 2 ед. АП-89               | 3 ед. АП-89                             | АП-99 4 ед. АП-89                       | АП-99 4 ед. АП-89                       |
| Подвесное                         | -                         | 500 кг (2ед.ОФАБ-250/до 12 ед. ОФАБ-60) | 500 кг (2ед.ОФАБ-250/до 12 ед. ОФАБ-60) | 500 кг (2ед.ОФАБ-250/до 12 ед. ОФАБ-60) |
| Торпедное                         | -                         | Т-91 (800 кг)                           | Т-91 (800 кг)                           | Т-91 (800 кг)                           |

## Боевое применение
ДБ-96 массово применялись с лета 1937 г. в Китае, нанося удары по целям на расстоянии 2 тыс. км от аэродрома базирования. ДБ-96 применялись на протяжении всей войны на Тихом океане, но наибольшую известность получили после потопления британского линкора Принц Уэльский. С 1943 в основном были переведены в части второй линии. Последний раз ДБ-96 применялись в 1944 г. в оборонительной операции у арх. Марианских о-вов.